# روي ديك
روي ديك (بالإنجليزية: Roy Dyke)‏ هو طبال بريطاني، ولد في 13 فبراير 1945 في ليفربول في المملكة المتحدة.

## روابط خارجية
- روي ديك على موقع IMDb (الإنجليزية)
- روي ديك على موقع أول ميوزيك (الإنجليزية)